# طاق صلح
طاق صلح (فرانسوی: Arche de la Paix‎; انگلیسی: Peace Arch) یک یادمان در مرز ایالات متحده آمریکا و کانادا است. این طاق بین سوری، بریتیش کلمبیا و بلاین، واشینگتن قرار دارد. ساخت این طاق که ۲۰٫۵ متر ارتفاع دارد توسط وکیلی به نام سم هیل انجام شد و در سال ۱۹۲۱ وقف آن صورت پذیرفت. طاق صلح در سال ۱۹۹۶ در ثبت ملی اماکن تاریخی قرار گرفت. این طاق یاد پیمان گنت را که در سال ۱۸۱۴ امضا شد، گرامی‌می‌دارد و به عنوان نمادی بر رابطه صلح‌آمیز بلندمدت بین ایالات متحده و کانادا به کار می‌رود. اطراف این طاق پارکی با نام «پارک طاق صلح» قرار داشته و در نزدیکی آن یکی از بزرگ‌ترین مناطق عبوری مرزی بین کانادا و آمریکا قرار دارد.